# Gauner mit Herz (1938)
Gauner mit Herz (Originaltitel: The Young in Heart) ist eine US-amerikanische Filmkomödie mit Janet Gaynor und Douglas Fairbanks Jr. aus dem Jahr 1938. Regie führte Richard Wallace, die Produktion übernahm David O. Selznick. Als Vorlage für das Drehbuch diente die Erzählung The Gay Banditti von I. A. R. Wylie. Es war die letzte Rolle von Janet Gaynor, ehe sie sich Ende 1938 für fast zwei Jahrzehnte von der Leinwand zurückzog.

## Handlung
Der Carleton-Clan besteht aus den ehemaligen Schauspielern Anthony und Marmy sowie ihren erwachsenen Kindern George-Anne und Richard. Sie bereisen seit Jahren unter falscher Identität die Aufenthaltsorte der Reichen, um sie mit diversen Gaunereien und Schwindeleien um ihr Geld zu erleichtern. So gibt sich Familienvater Anthony bevorzugt als Colonel der britischen Armee in Indien im Ruhestand aus. Gerade als sich in Monte-Carlo eine lukrative Hochzeit zwischen Sohn Richard und der Tochter des Millionärs Jennings anbahnt, kommt man der Familie auf die Schliche. Sie werden aus Monte-Carlo ausgewiesen. Nun reisen sie abgebrannt und ohne richtige Perspektive nach London.
Auf der Zugreise nach London schließen sie zufällig Bekanntschaft mit einer liebenswürdigen älteren Dame namens Miss Ellen Fortune. Die Carletons werden hellhörig, als sie erfahren, dass Miss Fortune von einem früheren Verlobten ein Vermögen sowie eine Stadtvilla in London geerbt hat. Da die Dame verzweifelt einsam und recht naiv ist, haben sie leichtes Spiel. Als der Zug entgleist, retten George-Anne und Richard die alte Frau aus dem Zug. Nach dem Eintreffen in London bietet die dankbare Miss Fortune den Carletons an, bei ihr zu wohnen, was diese gerne annehmen. Sie wollen ein Leben in Saus und Braus in Miss Fortunes Haus führen und an das vermeintlich große Erbe der alten Frau kommen.
Um bei Miss Fortune das gute Bild der Familie zu erhalten, fordert George-Anne die Männer der Familie auf, sich endlich eine Anstellung zu suchen. George-Annes Verehrer, der schottische Ingenieur Duncan Macrae – den sie mag, aber der ihr aber nicht wohlhabend genug für eine Heirat ist – vermittelt Anthony eine Anstellung als Verkäufer von Luxusautos. Der anfangs widerwillige Anthony setzt seine betrügerischen Fähigkeiten beim Verkauf dermaßen erfolgreich ein, dass er zum Leiter der Londoner Filiale befördert wird. Richard nimmt eine Anstellung als Briefbearbeiter in einem Ingenieurbüro an, zumal er die Vorgesetzte Leslie Saunders sehr attraktiv findet. Leslie durchschaut zwar die Manöver von Richard, findet ihn aber dennoch sehr attraktiv. Bald packt auch Richard der Ehrgeiz und er möchte sich zum Ingenieur weiterbilden.
Die Familienmitglieder schließen die alte Miss Fortune in ihr Herz, versichern sich aber weiter gegenseitig, dass es ihnen nur um das Erbe geht. Miss Fortune erfährt durch ihren Anwalt Anstruther die Wahrheit über die Carletons. Sie ist aber nicht empört, sondern hat Mitleid, dass ihre Freunde ein so unangenehmes und unstetes Leben führen. Daher ändert sie ihr Testament, um die Carletons als Haupterben einzusetzen. Wenig später bricht Miss Fortune bei einer gemeinsamen Feier zusammen und schwebt in akuter Lebensgefahr. Anstruther informiert die Carletons, dass nicht mehr viel von Miss Fortunes Erbe vorhanden ist und sie wahrscheinlich ihr Haus verkaufen muss. Entgegen den Erwartungen von Anstruther stehen die Carletons aber zu Miss Fortune und erklären, dass es ihr nie an einem Zuhause oder an Fürsorge fehlen wird. Miss Fortune wird wieder gesund und zieht dauerhaft mit den Carletons zusammen.  George-Anne ist nach vielen Streitereien mit Duncan zusammengekommen, ebenso Richard mit Leslie.

## Hintergrund
Janet Gaynor wurde an der Seite von Charles Farrell gegen Ende der Stummfilmzeit als Teil des Leinwandpaares sehr populär. Sie stieg rasch zum größten Star der Fox Film Corporation auf und konnte ihre Position auch über die Fusion zur 20th Century Fox bis 1936 halten. Der Streit über die weitere Ausrichtung ihrer Karriere mit dem Studiochef Darryl F. Zanuck führte schließlich zum Bruch und Gaynor begann nach dem Vorbild von Ronald Colman und Irene Dunne nur noch kurzfristige Verträge über eine definierte Anzahl von Filmen mit verschiedenen Studios abzuschließen. 1937 unterschrieb sie einen Vertrag über drei Filme für eine Gage von jeweils 137.000 US-Dollar bei David O. Selznick. Gleich der erste Film Ein Stern geht auf, verschaffte Gaynor einen der größten Erfolge ihrer Laufbahn und eine Nominierung für den Oscar als beste Hauptdarstellerin.
Die Besetzung der Miss Fortune gestaltete sich für Selznick als komplex. Mit der ursprünglich vorgesehenen Maude Adams, einem ehemals großen Bühnenstar am Broadway um die Jahrhundertwende, wurden Probeaufnahmen gemacht. Letztlich kam es zu keiner Einigung; nach verschiedenen Quellen lehnte sie entweder ab oder es wurde keine Einigung bei der Gage erzielt. Weitere Probeaufnahmen wurde mit Laurette Taylor, einem weiteren großen Broadway-Star der 1910er- und 1920er-Jahre, gemacht; Taylor wurde schließlich als nicht passend für die Rolle verworfen. Am Ende konnte Selznick froh sein, wenigstens Minnie Dupree  – wie Adams oder Taylor eine prominente ältere Bühnenschauspielerin, aber nicht ganz so berühmt – zu überzeugen. Der Film endete ursprünglich tragisch mit dem Tod von Miss Fortune, doch die negativen Reaktionen während diverser Previews veranlassten den Produzenten, ein Happy End zu drehen.
Trotz des Angebots von David O. Selznick, die Rolle der Melanie Hamilton in seiner Produktion von Vom Winde verweht zu spielen, sowie einer Vielzahl von weiteren interessanten Angeboten anderer Studios zog sich Janet Gaynor Ende 1938 von der Leinwand zurück. Sie lebte die nächsten Jahrzehnte den größten Teil des Jahres auf einer Farm in Brasilien an der Seite ihres zweiten Ehemannes, dem Kostümdesigner Adrian. Lediglich für eine Rolle an der Seite von Pat Boone in dem Film Bernardine kehrte sie 1957 noch einmal kurzzeitig zum Film zurück. Richard Carlson gab in Young in Heart sein Filmdebüt.
Das im Film zu sehende Luxusautomodell Flying Wombat handelt es sich um das Konzeptfahrzeug Phantom Corsair, das nie in die Serienproduktion ging.

## Kritiken
Der Film bekam exzellente Kritiken.
So nannte Variety The Young in Heart einen wunderschönen und anrührenden Film („a beautiful and deeply touching picture“). Das Time Magazine lobte die Intelligenz, mit der ein an sich veralteter Stoff neu und inspiriert auf die Leinwand gebracht würde („However, if it has often been told before, the story has rarely been told better.“) Das Lexikon des internationalen Films meint, es sei eine „heitere Unterhaltung im alten Hollywood-Stil.“

## Auszeichnungen
Der Film ging mit drei Nominierungen in die Oscarverleihung 1939, erhielt jedoch keine der Auszeichnungen:
- Beste Kamera – Leon Shamroy
- Beste Filmmusik – Franz Waxman
- Beste Original-Filmmusik – Franz Waxman